# Пояс на Роговски
Пояс на Роговски или бобина на Роговски е измервателен токов трансформатор, изпълнен под формата на дълъг затворен соленоид с произволна и практически затворена форма и равномерна намотка, единият извод на който е събран заедно с другия извод през оста на соленоида. Наречен е на името на немския физик Валтер Роговски.
При ненатоварено положение поясът на Роговски електродвижещата сила е пропорционална на изменението на електрическия ток I(t) в мястото на измерване:
{\displaystyle \varepsilon (t)={\frac {L}{N}}\cdot {\frac {dI(t)}{dt}},}
където L е индуктивността, а N – броят навивки.
Конструкцията на бобината на Роговски представлява токов трансформатор с въздушна сърцевина. Той е подходящ за измерване на пулсациите на тока при наличието на постоянна съставка, и изобщо за измерване на токови импулси.
Бобината се навива на сърцевината с размери, подходящи за измерване на тока на шината. За да се намалят паразитните капацитети, навивките се навиват на равни разстояния една от друга. За да се изключи влиянието на навивката, създадена от самата бобина, краят ѝ се връща в началото, като се прекарва през окръжността на тороида. Често бобината на Роговски се изпълнява под формата на тънък и дълъг соленоид, който за измерването се обвива и фиксира около проводника, през който тече измерваният ток.

## Използване
Бобината на Роговски намира приложение в измервателната техника, включително и електромерите. Тя е особено полезна при измерване на големи стойности на тока, при контрол на импулсен ток. Изходното напрежение, което е интегрирано по време, е точно пропорционално на тока в измерваната верига.

## Предимства и недостатъци
Едно предимство на бобината на Роговски по отношение на другите методи на измерване е простото и надеждно изпълнение.